# Gods and Generals
Gods and Generals ist ein Historiendrama über den Amerikanischen Bürgerkrieg nach dem Roman von Jeff Shaara, Sohn von Michael Shaara. Er ist das Prequel zu dem Kriegsfilm Gettysburg aus dem Jahr 1993.

## Handlung
Porträtiert werden die Anfangsphase des Konflikts und hier besonders die Menschen und deren Erlebnisse, ihre Gefühle und innere Gespaltenheit zwischen den kriegführenden Parteien. Es ist der Zwiespalt der Treue zu ihrem Heimatstaat einerseits und der Liebe zum Ganzen, d. h. zu den Vereinigten Staaten, andererseits, in dem sich die Hauptakteure dieses Films befinden.
Diese sind Robert E. Lee, dem zunächst das Kommando über die US Army angetragen wird, was er aber ablehnt und stattdessen ein Kommando in seinem Heimatstaat Virginia übernimmt, der sich von der Union lossagt; Thomas Jonathan Jackson, ebenfalls Virginier, der unter Lee ein Kommando in der neu formierten Armee von Virginia übernimmt, um die Angriffe der Union abzuwehren; Joshua Lawrence Chamberlain, Rhetorikprofessor aus Maine, der Offizier im neu aufgestellten 20. Infanterieregiment von Maine wird.
In der ersten Schlacht des jungen Konflikts bei Manassas schlagen die Konföderierten die Unionstruppen. Jackson, der maßgeblichen Anteil am Ausgang der Schlacht hat, erhält hierbei den Namen Stonewall. Die Schlacht von Fredericksburg im folgenden Jahr wird zur Feuertaufe für Chamberlains unerfahrenes Regiment. Die Army of the Potomac versucht, die von den Konföderierten unter Lee besetzten Höhen (Marye’s Heights) hinter der Stadt einzunehmen. Die Unionstruppen marschieren über freies Feld auf die von einer Steinmauer gedeckten Konföderierten zu und werden vom dichten Abwehrfeuer niedergestreckt. Besonders hervorgehoben wird der Angriff der Irischen Brigade der Union, die auf ein irisches Regiment auf konföderierter Seite trifft.
Die letzte gezeigte Schlacht ist die Schlacht bei Chancellorsville im dritten Kriegsjahr 1863. Hier gelingt es Lee durch ein Flankenmanöver, durchgeführt von Jackson, die Unionstruppen in die Flucht zu schlagen. Jackson wird im Dunkeln von eigenen Männern angeschossen und stirbt einige Zeit später an einer Lungenentzündung als Spätfolge der erlittenen Verletzungen. Die Konföderation hat einen ihrer großen Kommandeure verloren.

## Filmmusik
Die Musik zum Film stammt, wie bei Gettysburg, von Randy Edelman, der diesmal von John Frizzell unterstützt wurde. Daran mitgewirkt haben unter anderem die Künstler Bob Dylan (Cross the Green Mountain) und Mary Fahl (Going Home).

## Kritiken
„Wenn sie es wollten, konnten die Schöpfer von Gods and Generals sowohl in Detail und Nuance genau sein. Leider bevorzugten die Filmemacher es, den Großteil der fast vier Stunden Laufzeit dafür zu nutzen, politische Hühnchen zu rupfen. Das Ergebnis ist der am meisten pro-konföderierte Film seit Die Geburt einer Nation, eine veritable Jubelfeier von Sklaverei und Landesverrat auf Zelluloid.“

„Das Hauptproblem des Films jedoch ist seine unangemessene Betrachtung der Kernpunkte, die dem Sezessionskrieg seine Bedeutung geben. [...]
Die allgemeine Botschaft ist, dass die Südstaatler gegen barbarische Yankee-Invasoren kämpften, die ihr Land und ihre Frauen bedrohten. Südstaatler werden im Großen und Ganzen als edel, wohlgesittet und gehorsam dargestellt. Auf der anderen Seite wird wenig dem Bild der Nordstaatler als habgierige Plünderer, die dazu entschlossen sind, südstaatliche Städte zu brandschatzen, entgegengesetzt. Noch verstörender ist jedoch, wie in dem Film Sklaven und die Sklaverei dargestellt werden. Die Szenen, die diese Frage aufgreifen, sind rar gesät und verlieren sich in der Gesamthandlung des Films. [...] Gods and Generals ist deswegen näher an Vom Winde verweht als an Glory [...] und ist wirklich ein moderner Tribut an den Lost Cause.“

„Regisseur Ronald F. Maxwell hat offenbar Gefallen an der mitunter minutiösen Darstellung des amerikanischen Sezessionskrieges gefunden. Denn nach seinem überaus bemerkenswerten Spektakel ‚Gettysburg‘ präsentiert er mit diesem ebenfalls Dreieinhalbstunden-Epos die Vorgeschichte zu der alles entscheidenden Schlacht. Dabei gelang ihm in brillanten Bildern – wiederum von Kameramann Kees Van Oostrum – erneut ein packendes, unglaublich aufwändiges Bürgerkriegsdrama mit viel Kampfgetümmel und Pathos. Nur wenige Längen und die oftmals allzu schmalzige Musik mindern den Sehgenuss.“

„Das überlange, detailverliebt ausgestattete Historien- und Schlachtendrama wartet mit einer verwirrenden Fülle von Personen auf, legt dabei aber Wert auf die historisch genaue Rekonstruktion der Schlachten und ist bemüht, die Sachverhalte akribisch zu beschreiben.“

## Hintergründe
Die „Fredericksburg“-Szenen des Films wurden tatsächlich in Harpers Ferry gedreht, da in Fredericksburg selbst so gut wie keine damaligen Gebäude mehr vorhanden waren. Harpers Ferry dient heutzutage quasi als historischer Park und hat sich seit dem 19. Jahrhundert nur marginal verändert. Die vorhandenen historischen Gebäude wurden mit Filmbauten ergänzt, um das Bild der Stadt zu vervollständigen.
Die Dreharbeiten der Schlacht von Fredericksburg fielen teilweise auf den 11. September 2001, weswegen ein Teil der Reenactors (die in den Reservestreitkräften der US Army dienten) zum aktiven Dienst abkommandiert wurden. Dies stellte die Produzenten des Films vor erhebliche Probleme, fehlten ihnen jetzt ausreichend Darsteller für die Massenszenen. Es wurde versucht, diese fehlenden Darsteller durch Computer-generierte Personen (CGI) zu kompensieren.
Für die Kinoauswertung wurde der Film um erhebliche Inhalte gekürzt. So wurden unter anderem die Schlacht am Antietam und eine Nebenhandlung, die sich mit dem Lincoln-Attentäter John Wilkes Booth beschäftigt, herausgeschnitten. Die vollständige Fassung des Films war für eine DVD-Auswertung vorgesehen, wurde jedoch wegen des schlechten Abschneidens des Films an den US-Kinokassen zunächst auf Eis gelegt. Der vollständige Film als Director’s Cut ist im April 2011 in den USA auf DVD und Blu-Ray, im Mai 2011 in Deutschland auf Blu-Ray veröffentlicht worden.
Der Film spielte bei einem Budget von 56 Millionen US-Dollar etwa 13 Millionen Dollar an den Kinokassen ein. Der Film erschien in Deutschland direkt auf DVD.
Mehrere Darsteller aus dem Film Gettysburg nahmen ihre Rollen für diese Vorgeschichte wieder auf (teilweise in Hauptrollen (z. B. Jeff Daniels), teilweise nur als Cameo-Auftritte (z. B. William Morgan Sheppard)). In der deutschen Version des Films wurde bei den Synchronsprechern der Schauspieler, die in beiden Filmen mitspielten, keine Kontinuität zu Gettysburg gewahrt. Executive Producer Ted Turner und Buchautor Jeff Shaara haben einen Cameo-Auftritt als konföderierte Offiziere, während der The-Bonnie-Blue-Flag-Gesangszene des Films. Kleine Rollen haben auch die US-Senatoren George Allen aus Virginia, Robert Byrd aus West Virginia und Phil Gramm aus Texas sowie die Kongressabgeordneten Ed Markey aus Massachusetts und Dana Rohrabacher aus Kalifornien.
Nur auf DVD endet der Film mit einer Texteinblendung, dass der Film ein Prequel zum vorher entstandenen großen Bürgerkriegsdrama Gettysburg ist und zusammen mit diesem und dem noch nicht erschienenen Last Full Measure eine Trilogie bildet. Letzterer ist nicht zu verwechseln mit dem 2019 erschienenen The Last Full Measure über den Vietnamkrieg.